# جو ایگو
جو ایگو (انگلیسی: Joe Eigo؛ زادهٔ ۱۹ فوریهٔ ۱۹۸۰) یک کارآفرین، بدل‌کار و هنرمند نمایشی اهل کانادا است.جو ایگو در تورنتو متولد شد و از همان ابتدا علاقه خود را به حرکات نمایشی و بدلکاری نشان داد و همین تلاش وی موجب شد تا به تیم بدلکاران جکی چان بپیوندد. او در چند مجموعه با جکی چان همکاری داشته است که فیلم دور دنیا در ۸۰ روز یکی از موفق‌ترین آنهاست.
او یکی از اعضای تیم بدل‌کاری جکی چان است.
از فیلم‌ها یا مجموعه‌های تلویزیونی که وی در آن‌ها نقش داشته است، می‌توان به دور دنیا در ۸۰ روز اشاره نمود.